# Lulled By The Moonlight
Lulled By The Moonlight est un album du chanteur américain Mickey Newbury, sorti en 1996.

## Titres
Mickey Newbury sort cet album sur son propre label et fait paraître des versions en studio de chansons parues sur son album précédent, le live Nights When I Am Sane. Captured in Blue est une chanson d'amour doo-wop, coécrite avec Jack Williams ; Just Another Lovely Day est plus proche de teintes jazz, et  Freight Train Howlin', du rock. 
Il collabore également : 
- Avec Toni Jolene Clay : coauteur avec Jim Weatherly, voix principale[3] ; pianiste et productrice de Silver Moon ; Toni Jolene Clay est parmi les choristes de plusieurs titres. L'album est dédié à Stephen Foster, à qui il s'identifie, notamment par son amour de la musique du XIXe siècle, et qu'il inclut dans le premier titre de l'album.

- Avec l'auteur-compositeur et chanteur américain Rudy McNeely sur Freight Train Howlin'.

## Liste des titres
- Three bells for Stephen - (Mickey Newbury) - 4:37
- East Kentucky - (Mickey Newbury) - 5:20
- Captured in Blue (Jack Williams ; Mickey Newbury) - 4:55
- Just Another Lovely Day (Mickey Newbury)  - 2:57
- Blue Sky Shinin'/Down the Tracks [Interlude] (Mickey Newbury) - 4:01
- Freight Train Howlin'/Into the Sky [Interlude] (Mickey Newbury ; Rudy McNeely) - 4:12
- Shades of '63 (Mickey Newbury) - 3:58
- Amen for Old Friends/Fiddlin' Around [Interlude] (Mickey Newbury) - 4:35
- Genevieve (Mickey Newbury) - 4:48
- Sailor Sailor (Mickey Newbury) - 4:24
- What Will I Do (In the Dead of the Night)/Black Butte Thunderstorm [Interlude] (Mickey Newbury) - 4:40
- Ramblin' Blues (Mickey Newbury) - 6:07
- Workin' Man - 3:06 (Mickey Newbury)
- Future's Not What It Used to Be/B.B.'s Madison, TN New Orleans Jazz Ensemble [Interlude] (Mickey Newbury) - 6:37
- Tim Was (Mickey Newbury) - 4:22
- Silver moon (Jim Weatherly ; Toni Jolene Clay) - 3:04
- Safe Harbour (Mickey Newbury) - 1:28